# Squalius svallize
A Squalius svallize a sugarasúszójú halak (Actinopterygii) osztályának a pontyalakúak (Cypriniformes) rendjébe, ezen belül a pontyfélék (Cyprinidae) családjába tartozó faj.

## Előfordulása
A Squalius svallize élőhelye a gyors folyású vizek Dalmácia délnyugati részétől Albánia déli feléig, egyebek mellett a Zrmanja, a Vergoraz, a Neretva (Dalmácia) és a Trebisnjica (Bosznia-Hercegovina) vízrendszere.

## Megjelenése
A hal teste megnyúlt, oldalról erősen lapított, feje kicsi, szájrése szűk, gyengén alsó állású. Nagy pikkelyei vannak, 48-49 az oldalvonal mentén. Hátúszója 12-14, farok alatti úszója 12-13 sugarú (a nagyon hasonló nyúldomolykónál ezzel szemben csak 10-12); a farok alatti úszó pereme egyenes vagy csak gyengén öblösödő. Garatfogai kétsorosak, 2.5-5.2. Háta sötét, a szürkésbarnától a zöldesig, kékes fénnyel; oldalai világosabbak, ezüstösen csillogóak; hasoldala fehér. Pikkelyeinek tövi része sötét. Hát- és farokúszója a szürkétől a sötétszürkéig; a mell- és hasúszók, valamint a farok alatti úszó a sárgástól a világospirosig változik. Testhossza 15-20 centiméter, legfeljebb 27,7 centiméter.

## Életmódja
Rajhal, többnyire a legerősebb sodrású helyeken és a felszín közelében tartózkodik. Tápláléka férgek, apró rákok, rovarlárvák és repülő rovarok.